# Jens Meier
Jens Meier (* 1966 in Hamburg) ist ein deutscher Manager und Sportfunktionär. Er ist seit dem 1. April 2008 Vorsitzender der Geschäftsführung der Hamburg Port Authority.

## Leben
Meier wuchs im Hamburger Stadtteil Neugraben-Fischbek auf. Nach Abitur und Wehrdienst absolvierte er ein Studium der Informatik mit dem Ergänzungsfach Wirtschaftswissenschaft an der Universität Hamburg.
Seine berufliche Laufbahn begann Meier 1993 bei der Software Design & Management AG, einem Tochterunternehmen der Ernst-&-Young-Gruppe, bei der er ab 1997 als Mitglied der Geschäftsleitung für die Niederlassungen Hamburg und Hannover verantwortlich war. Im Jahr 2000 wurde er Bereichsvorstand der Systematics AG und war für die Bereiche Unternehmensberatung und Softwareentwicklung verantwortlich. Im Juli 2002 übernahm er die Geschäftsführung der tts Holding GmbH & Co. KG. Als diese im Jahr 2006 an die Fiege-Gruppe verkauft wurde, wurde er in den Vorstand der FIEGE Logistik Holding Stiftung & Co. KG berufen. Seit dem 1. April 2008 ist Meier Vorsitzender der Geschäftsführung der Hamburg Port Authority, einer Anstalt öffentlichen Rechts.
Im Januar 2013 wurde Meier in den Aufsichtsrat des Hamburger SV gewählt, dem er von Januar bis Juli 2014 vor saß. Bei der Mitgliederversammlung am 25. Januar 2015 wurde Meier mit 84,5 Prozent als Nachfolger von Carl-Edgar Jarchow zum neuen Präsidenten des Sportvereins HSV e. V. gewählt. Außerdem nahm er laut Satzung einen Platz im Aufsichtsrat der wenige Monate vorher gegründeten HSV Fußball AG ein. Er ist Gründungsvorstand des Hamburger Informatik Forum e. V. 
Meier ist verheiratet und hat drei Kinder.